# كيسي فنتون
كيسي فنتون (بالإنجليزية: Casey Fenton)‏ هو مدير موقع وعالم حاسوب أمريكي، ولد في 1978.